# Montreal Alliance
I Montreal Alliance sono una franchigia di basket di Montreal fondata nel 2021.
Competono nella Canadian Elite Basketball League (CEBL) e giocano le partite in casa al Verdun Auditorium..
La mascotte dei Montreal Alliance si chiama “Alli-Oop”.

## Storia
Recentemente, i Montreal Jazz hanno giocato la loro unica stagione nella National Basketball League of Canada nella stagione 2012-2013. L'anno successivo non riuscirono a disputare la stagione a causa dell'incapacità di garantire una proprietà stabile.
Nel febbraio 2021 viene annunciata la prima stagione di CEBL del team di Montreal per il 2022. Il 27 ottobre 2021 viene rivelato il brand e il nome della nuova franchigia. Joel Anthony viene nominato head coach degli Alliance il mese successivo
L'8 marzo 2022 i Montreal Alliance annunciano Vincent Lavandier come allenatore.

## Roster 2023-2024
Aggiornato al 31 luglio 2023
| Montreal Alliance | Montreal Alliance |
| Giocatori         | Staff tecnico     |
| ----------------- | ----------------- |

| N. | Naz.                                               | Ruolo | Nome                | Anno | Alt.   | Peso   |  |
| -- | -------------------------------------------------- | ----- | ------------------- | ---- | ------ | ------ |  |
| 4  | Canada (bandiera)                                  | A     | Nathan Cayo         | 1997 | 204 cm | 102 kg |  |
| 5  | Stati Uniti (bandiera)                             | G     | Derek Brown         | 1999 | 183 cm | 77 kg  |  |
| 6  | Stati Uniti (bandiera)                             | G     | Ahmed Hill          | 1995 | 196 cm | 95 kg  |  |
| 8  | Stati Uniti (bandiera)                             | A     | Treveon Graham      | 1993 | 206 cm | 95 kg  |  |
| 13 | Haiti (bandiera) · Canada (bandiera)               | G     | Alain Louis         | 1996 | 185 cm | 85 kg  |  |
| 14 | Canada (bandiera)                                  | A     | Elijah Ifejeh       | 1997 | 201 cm | 107 kg |  |
| 15 | Canada (bandiera)                                  | G     | Bahaïde Haïdara (U) | 1998 | 200 cm | 91 kg  |  |
| 21 | Canada (bandiera)                                  | G     | Quincy Louis-Jeune  |      | 198 cm | 77 kg  |  |
| 23 | Canada (bandiera)                                  | G     | Kemy Ossé           | 1993 | 185 cm | 94 kg  |  |
| 24 | Rep. Centrafricana (bandiera) · Francia (bandiera) | G     | Evans Ganapamo      | 1994 | 201 cm | 93 kg  |  |
| 30 | Canada (bandiera)                                  | A     | Negus Webster-Chan  | 1993 | 201 cm | 91 kg  |  |
| 33 | Canada (bandiera)                                  | C     | Mamadou Gueye       | 1993 | 201 cm | 87 kg  |  |
| 35 | Canada (bandiera)                                  | C     | Biniam Ghebrekidan  | 1996 | 206 cm |        |  |

| Allenatore |
| - Derrick Alston |
| Assistente/i |
| - Jeff Dosado - Charles Dubé-Brais - Quesly-Marie Noresias - Vincent Plante - Ryan Thorne Legenda - (C) Capitano - (IN) Inattivo (U) Atleta U Sports - Infortunato Roster |